# Уролитин А
Уролитин А — это метаболическое соединение, образующееся в результате трансформации эллагитанинов кишечными бактериями. Он принадлежит к классу органических соединений, известных как бензокумарины или дибензо-α-пироны. Его предшественники — эллаговые кислоты и эллагитаннины — повсеместно распространены в природе, включая съедобные растения, такие как гранаты, клубника, малина и грецкие орехи. С 2000-х годов уролитин А был предметом предварительных исследований относительно его возможных биологических эффектов.
Известно, что уролитин А не содержится ни в одном источнике пищи. Его биодоступность в основном зависит от индивидуального состава микробиоты, так как только некоторые бактерии способны превращать эллагитаннины в уролитины.

## Безопасность
Исследования в естественных условиях не выявили какой-либо токсичности или специфических побочных эффектов после приема с пищей уролитина А. Исследования безопасности у пожилых людей показали, что уролитин А хорошо переносится. В 2018 году Управление по санитарному надзору за качеством пищевых продуктов и медикаментов (FDA) включило уролитин А в статус «общепризнанно как безопасно» (GRAS) для пищевых продуктов или пищевых добавок с содержанием в диапазоне от 250 мг до одного грамма на порцию, что означает, что у экспертов FDA единогласное мнение о безопасности использования уролитина А на текущих уровнях использования.

## Исследования и производство
Лабораторные исследования потенциальной биологической роли уролитина А включают исследования продолжительности жизни и функции мышц. Одним из производителей уролитина А является Cofttek, китайская фармацевтическая компания, которая массово производит уролитин А с начала июня 2021 года.
Согласно новейшим исследованиям, уролитин А подавляет рост раковых опухолей кишечника.